# Trinidad (Bohol)
Pour les articles homonymes, voir Trinidad.
Trinidad (Cebuano: Lungsod sa Trinidad; Tagalog: Bayan ng Trinidad) est une municipalité de la province de Bohol, aux Philippines. Lors du recensement de 2015, elle comptait 31956 habitants.
La commune tire son nom de Trinidad Roxas, l'épouse de Manuel Roxas, premier Président de la République des Philippines. Dans les alentours, on trouve les chutes de Kawasan et les grottes de Batunga.

## Barangays
Trinidad compte 20 barangays.

## Démographie
| Année | Pop.   | % par an |
| ----- | ------ | -------- |
| 1948  | 14,214 | —        |
| 1960  | 16,428 | +1,21 %  |
| 1970  | 11,461 | −3,53 %  |
| 1975  | 13,867 | +3,90 %  |
| 1980  | 15,501 | +2,25 %  |
| 1990  | 19,945 | +2,55 %  |

| Année | Pop.   | % par an |
| ----- | ------ | -------- |
| 1995  | 20,893 | +0,87 %  |
| 2000  | 25,683 | +4,52 %  |
| 2007  | 27,580 | +0,99 %  |
| 2010  | 28,828 | +1,62 %  |
| 2015  | 31,956 | +1,98 %  |

Source: Philippine Statistics Authority